# Ally Shewan
Ally Shewan (Turriff, 5 agosto 1940 – Portlethen, 29 gennaio 2024) è stato un calciatore scozzese, di ruolo difensore.

## Carriera
Formatosi nel Formartine Utd, nel 1961 Shewan passò all'Aberdeen. 
Whyte esordì nella massima divisione scozzese nella stagione 1961-1962 nella partita vinta per 5-3 contro il Third Lanark del 20 marzo 1962; concluse il suo primo campionato al dodicesimo posto finale. Nella stagione seguente ottenne il sesto posto finale a cui seguì un nono nella Scottish Division One 1963-1964.
Dopo un dodicesimo posto nella Scottish Division One 1964-1965, nella stagione 1965-1966 ottenne con il suo club l'ottavo posto finale. L'anno dopo ottenne in campionato il quarto posto e raggiunse la finale dalla Scottish Cup 1966-1967, persa contro il Celtic.
Nell'estate 1967 con il suo club disputò il campionato nordamericano organizzato dalla United Soccer Association: accadde infatti che tale campionato fu disputato da formazioni europee e sudamericane per conto delle franchigie ufficialmente iscritte al campionato, che per ragioni di tempo non poterono allestire le proprie squadre. L'Aberdeen rappresentò i Washington Whips, vincendo la Eastern Division, qualificandosi per la finale. La finale vide i Whips cedere ai Los Angeles Wolves, rappresentati dai Wolverhampton.
Ottenne un quinto posto nella stagione 1967-1968, in cui raggiunse con i suoi gli ottavi di finale della Coppa delle Coppe 1967-1968, a cui seguì il quindicesimo nella Scottish Division One 1968-1969. Per una controversia con la dirigenza per il rinnovo del suo contratto, Shewan lasciò il club, trasferendosi in Australia.
Con l'Aberdeen totalizzò complessivamente 313 presenze consecutive nelle competizioni ufficiali, record assoluto per il club, e fu introdotto nella Hall of Fame dei Dons.
Ritornato in patria chiuse la carriera nell'Elgin City.